# Pumpasläktet
Pumpasläktet (Cucurbita) är ett växtsläkte i familjen gurkväxter som förekommer i de tropiska och subtropiska delarna av Amerika. Släktet omfattar många arter, och därtill flera underarter och varieteter; emellertid är dess systematik ibland omtvistad.

## Arter i urval
- Cucurbita argyrosperma – Silverfröpumpa
  - Cucurbita argyrosperma argyrosperma (kultivar)
    - Cucurbita argyrosperma var. argyrosperma
    - Cucurbita argyrosperma var. callicarpa Merrick & Bates
    - Cucurbita argyrosperma var. stenosperma (Pang.) Merrick & Bates
    - Cucurbita argyrosperma var. palmeri (Bailey) Merrick & Bates

  - Cucurbita argyrosperma sororia (vildform)
- Cucurbita digitata Gray
- Cucurbita ficifolia Bouché – fikonbladspumpa
- Cucurbita foetidissima Kunth – bisonpumpa
- Cucurbita maxima Duchesne
  - Cucurbita maxima var. maxima Duchesne – jättepumpa
- Cucurbita mixta Pang.
- Cucurbita moschata (Duchesne ex Lam.) Duchesne ex Poir. – myskpumpa
- Cucurbita okeechobeensis (Small) Bailey
  - Cucurbita okeechobeensis martinezii (L.H. Bailey) Andres & Nabhan ex T. Walters
  - Cucurbita okeechobeensis okeechobeensis (Small) Bailey
- Cucurbita palmata S. Wats.
- Cucurbita pepo Linné – pumpa

## Bildgalleri

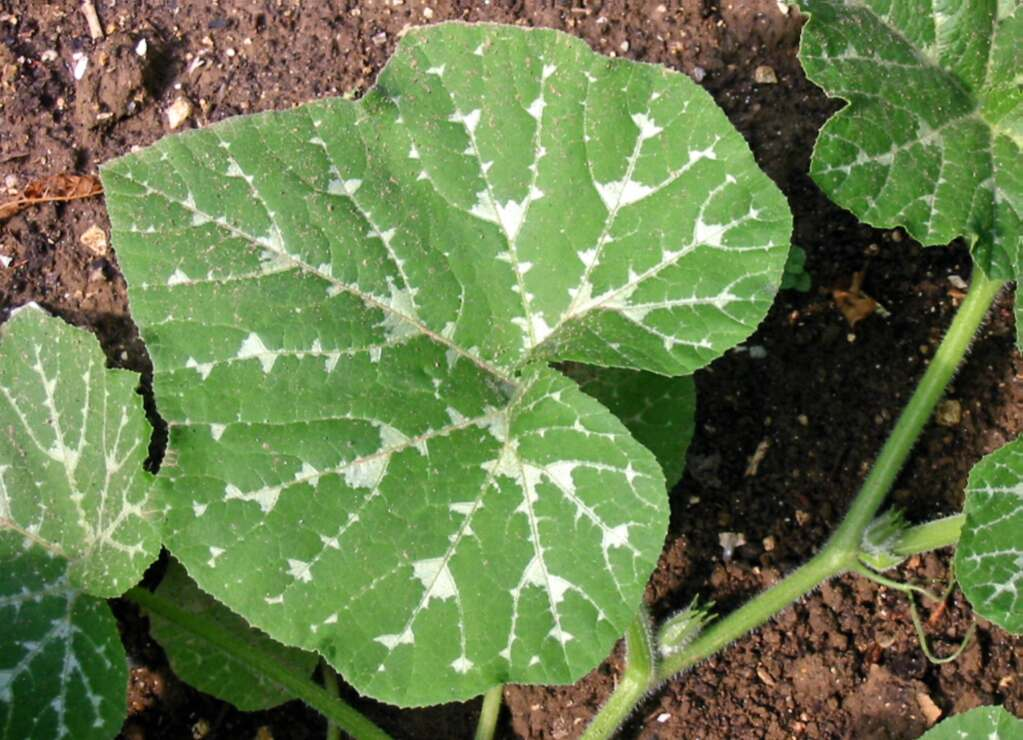
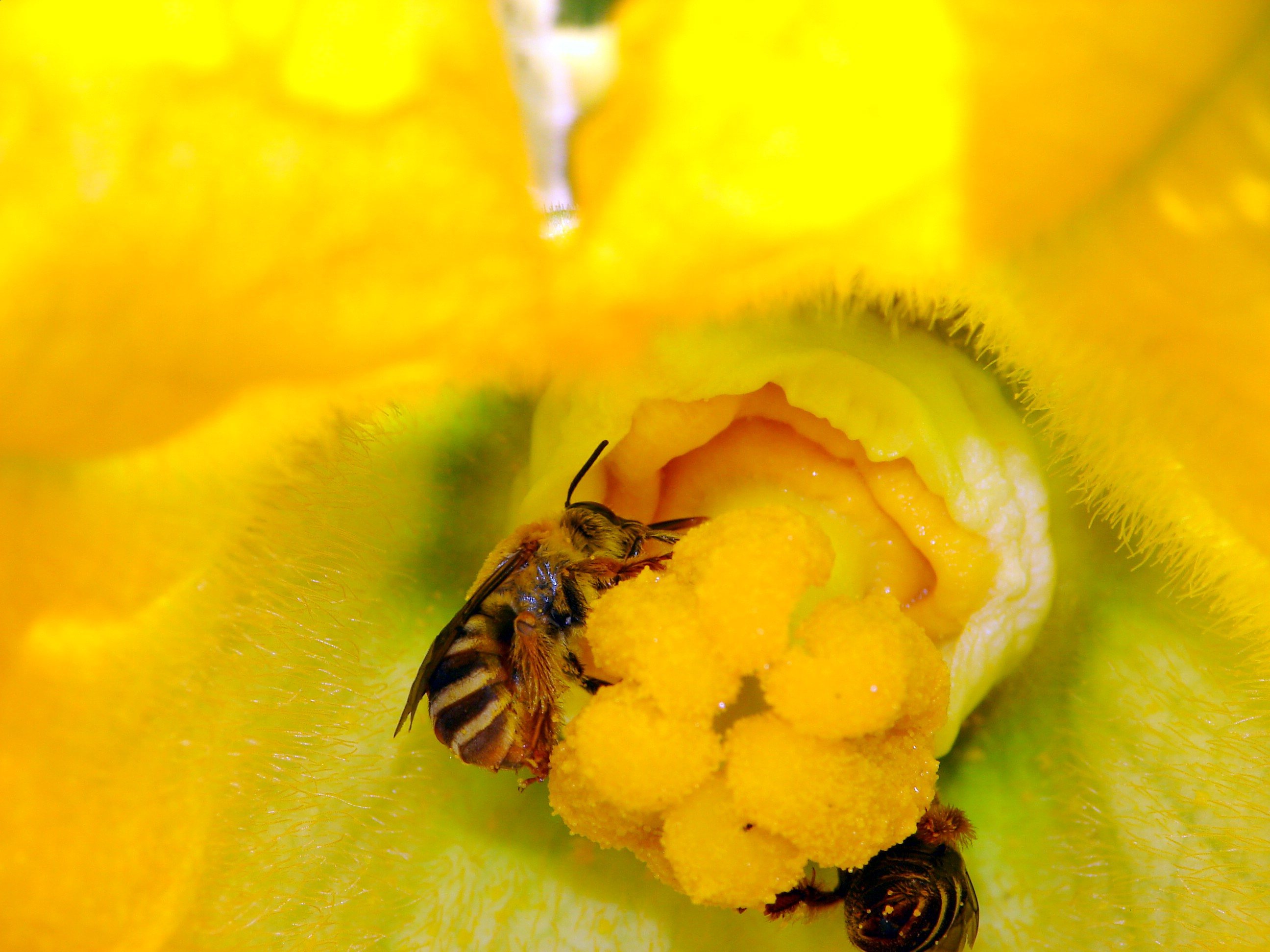
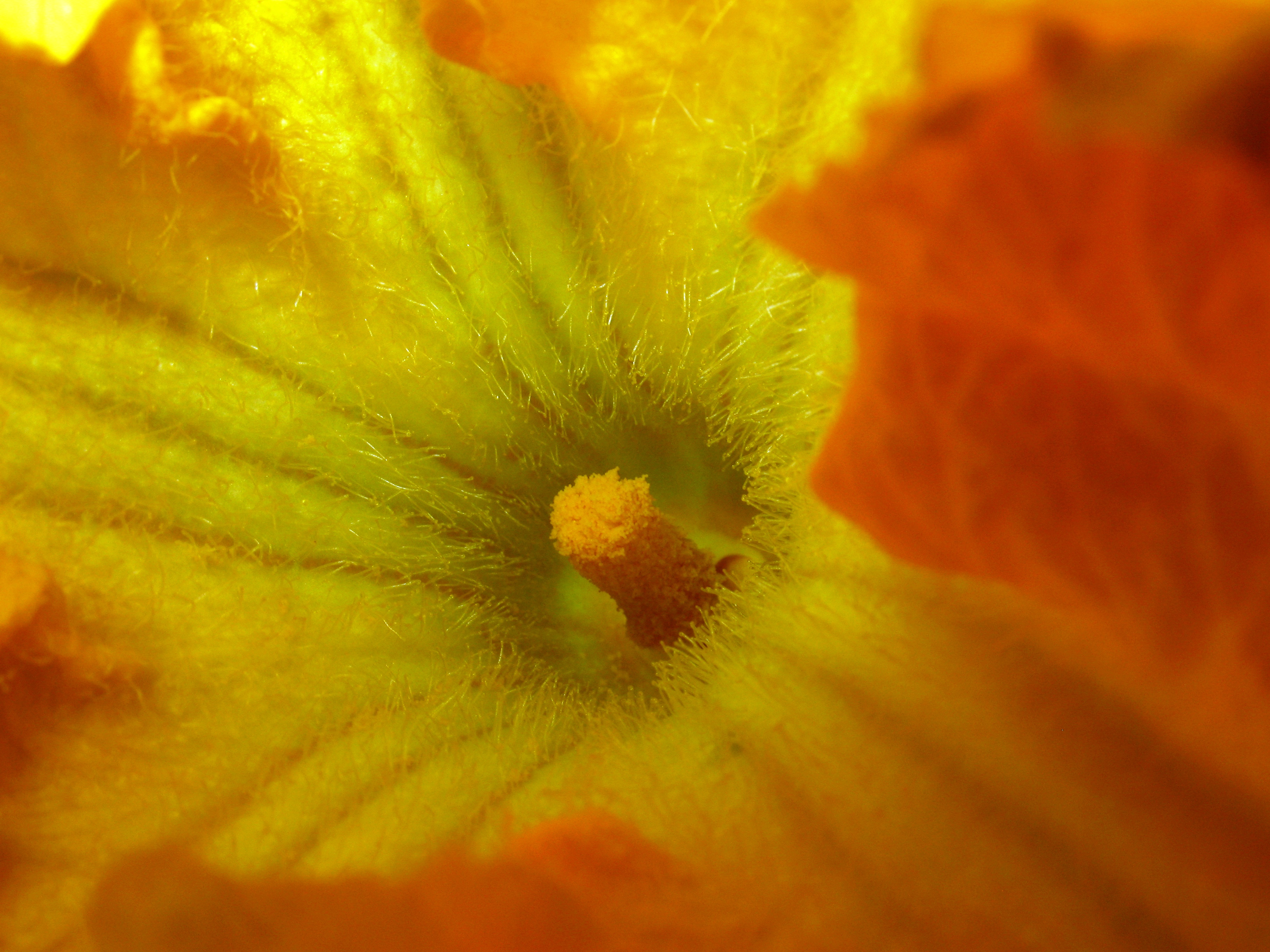
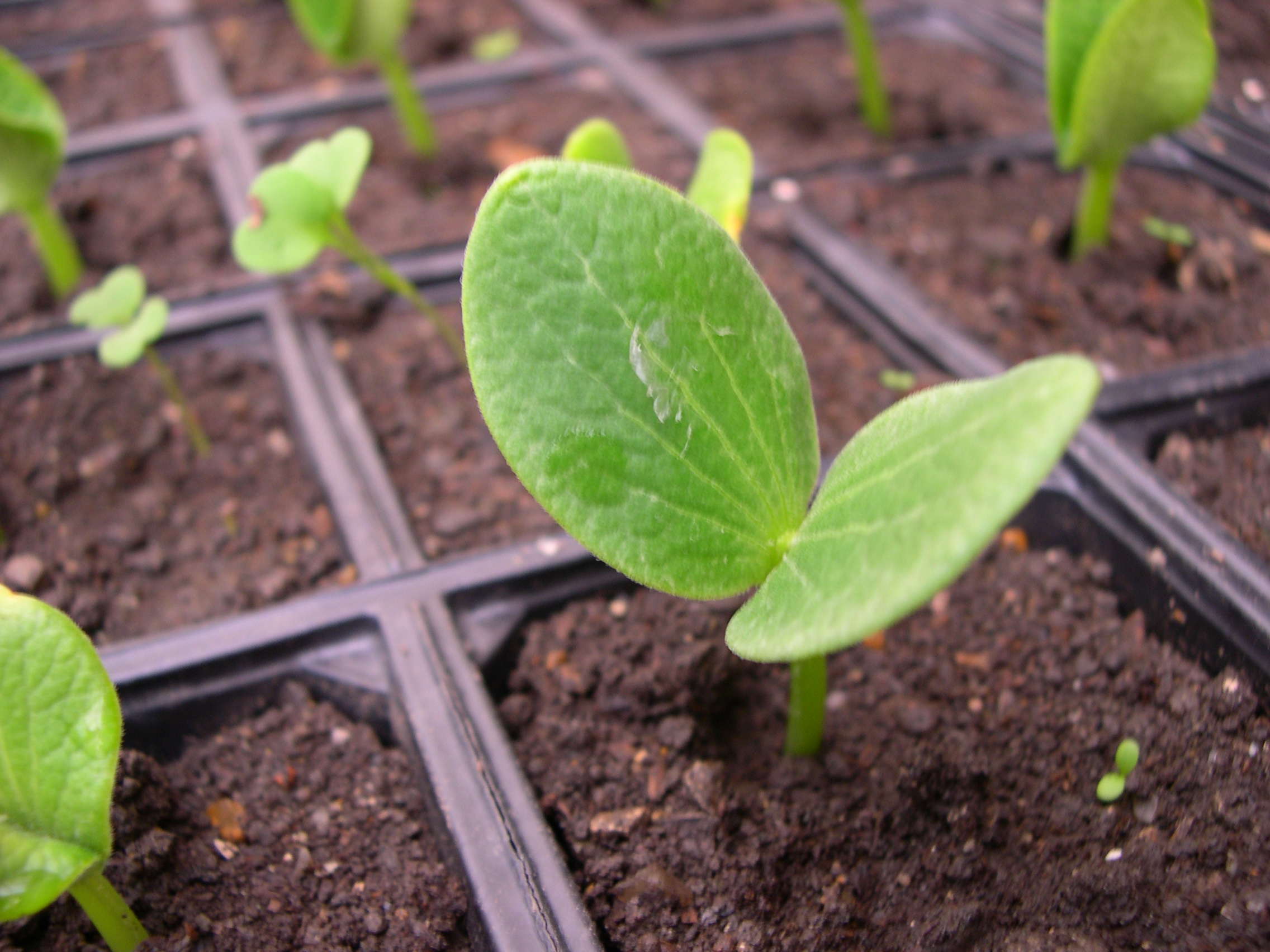
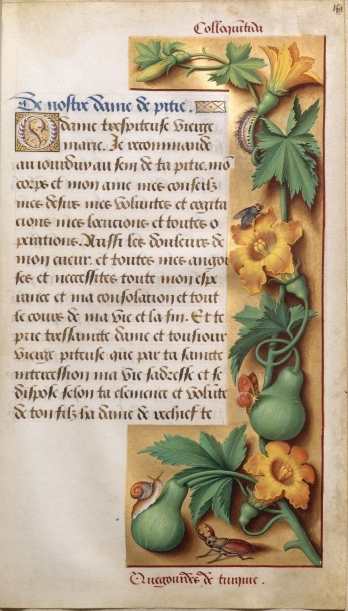
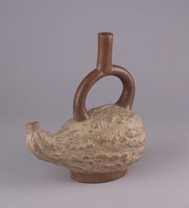

## Kladogram
Kladogram enligt Catalogue of Life:
| Pumpor | \| \| Cucurbita argyrosperma \| \| \| \| \| \| Cucurbita cylindrata \| \| \| \| \| \| Cucurbita digitata \| \| \| \| \| \| Cucurbita ecuadorensis \| \| \| \| \| \| Cucurbita ficifolia \| \| \| \| \| \| Cucurbita foetidissima \| \| \| \| \| \| Cucurbita galeottii \| \| \| \| \| \| Cucurbita lundelliana \| \| \| \| \| \| jättepumpa \| \| \| \| \| \| myskpumpa \| \| \| \| \| \| Cucurbita okeechobeensis \| \| \| \| \| \| Cucurbita palmata \| \| \| \| \| \| Cucurbita pedatifolia \| \| \| \| \| \| pumpa \| \| \| \| \| \| Cucurbita radicans \| \| \| \| \| \| Cucurbita scabridifolia \| \| \| \| |
|        | \| \| Cucurbita argyrosperma \| \| \| \| \| \| Cucurbita cylindrata \| \| \| \| \| \| Cucurbita digitata \| \| \| \| \| \| Cucurbita ecuadorensis \| \| \| \| \| \| Cucurbita ficifolia \| \| \| \| \| \| Cucurbita foetidissima \| \| \| \| \| \| Cucurbita galeottii \| \| \| \| \| \| Cucurbita lundelliana \| \| \| \| \| \| jättepumpa \| \| \| \| \| \| myskpumpa \| \| \| \| \| \| Cucurbita okeechobeensis \| \| \| \| \| \| Cucurbita palmata \| \| \| \| \| \| Cucurbita pedatifolia \| \| \| \| \| \| pumpa \| \| \| \| \| \| Cucurbita radicans \| \| \| \| \| \| Cucurbita scabridifolia \| \| \| \| |
|        | Cucurbita argyrosperma |
|        | |
|        | Cucurbita cylindrata |
|        | |
|        | Cucurbita digitata |
|        | |
|        | Cucurbita ecuadorensis |
|        | |
|        | Cucurbita ficifolia |
|        | |
|        | Cucurbita foetidissima |
|        | |
|        | Cucurbita galeottii |
|        | |
|        | Cucurbita lundelliana |
|        | |
|        | jättepumpa |
|        | |
|        | myskpumpa |
|        | |
|        | Cucurbita okeechobeensis |
|        | |
|        | Cucurbita palmata |
|        | |
|        | Cucurbita pedatifolia |
|        | |
|        | pumpa |
|        | |
|        | Cucurbita radicans |
|        | |
|        | Cucurbita scabridifolia |
|        | |